# 황인권
황인권(黃仁權, 1963~)은 대한민국의 전직 군인이다. 제46대 육군제2작전사령관이며, 예비역 대장을 지냈다.

## 경력
- 제8보병사단 제10보병연대장
- 제3야전군사령부 감찰실 검열과장
- 합동참모본부 작전본부 연습훈련부 연습훈련계획과장
- 수도군단 작전참모
- 제8군단 참모장
- 육군3사관학교 생도대장
- 제51보병사단장
- 제8군단장[1]
- 육군제2작전사령관[2]
- 대통령 경호처장[3]